# Chipilly Communal Cemetery Extension
Chipilly Communal Cemetery Extension is een begraafplaats gelegen in de Franse plaats Chipilly (Somme). De militaire graven worden onderhouden door de Commonwealth War Graves Commission.
De begraafplaats telt 31 geïdentificeerde Gemenebest graven uit de Eerste Wereldoorlog.